# Krogulec molucki
Krogulec molucki (Tachyspiza henicogramma) – gatunek średniej wielkości ptaka drapieżnego z rodziny jastrzębiowatych (Accipitridae), zamieszkujący Moluki (północna Indonezja). Bliski zagrożenia wyginięciem.
SystematykaNie wyróżnia się podgatunków. Przez niektórych autorów bywał uznawany za podgatunek krogulca brunatnego (T. fasciata) lub australijskiego (T. novaehollandiae).
Zasięg występowaniaPtaki te są endemiczne dla wysp północnej części archipelagu Moluków: Morotai, Halmahera, Bacan i Ternate. Nie migrują, choć młodociane osobniki opuszczają obszary lęgowe i rozpraszają się.
MorfologiaGrzbiet i głowa mają barwę czarno-szarą, klatka piersiowa i szyja – czerwonawą z białymi paskami. Nogi i woskówka są jasnożółte. Osobniki tego gatunku osiągają długość 38–48 cm.
Ekologia i zachowanieŻyją w nizinnych, pagórkowatych i górskich lasach, od poziomu morza do 1300 m n.p.m., ale przeważnie powyżej 200 m n.p.m. Żywią się mniejszymi ptakami, niewielkimi ssakami i gadami.
StatusMiędzynarodowa Unia Ochrony Przyrody (IUCN) od 2014 roku uznaje krogulca moluckiego za gatunek bliski zagrożenia (NT – near threatened); wcześniej miał on status gatunku najmniejszej troski (LC – least concern). Liczebność populacji szacuje się na 1500–7000 dorosłych osobników. Trend liczebności populacji uznaje się za spadkowy.